# Лисий (стратег)
Лисий (др.-греч. Λυσίας; умер осенью 406 года до н. э., Афины) — афинский политический деятель и военачальник, участник Пелопоннесской войны. Был одним из командующих афинским флотом в битве при Аргинусских островах в 406 году до н. э. Позже его приговорили к смерти за неоказание помощи морякам, погибшим в этом бою, и казнили.

## Биография
Лисий упоминается в источниках только в связи с событиями 406 года до н. э. как стратег. Греческий историк Эфор причисляет Лисия к десяти стратегам, которых афиняне выбрали в начале 406 года до н. э., но это явная ошибка: антиковеды уверены, что Лисий позже занял место Архестрата, погибшего в Митилене. Согласно ещё одной гипотезе, не нашедшей широкой поддержки, он стал преемником Леонта.
Летом 406 года до н. э. афиняне сформировали огромную эскадру, включавшую более ста пятидесяти кораблей, чтобы в Ионии нанести решающий удар по флоту Пелопоннесского союза. Возглавляли её восемь стратегов, в числе которых был Лисий. В битве при Аргинусских островах он командовал пятнадцатью кораблями, стоявшими на правом фланге второй линии, за Протомахом. Диодор Сицилийский пишет, будто вражеский флагман в самом начале боя протаранил корабль, на котором находился Лисий, и потопил его, но антиковеды считают это описание неправдоподобным. Афиняне не дали врагу прорвать их боевую линию и одержали полную победу. Однако из-за сильной бури они не смогли помочь экипажам тонущих кораблей и собрать тела, чтобы похоронить их на родине. Из-за этого всех стратегов досрочно лишили полномочий. Было ясно, что в Афинах их ждёт суд, но шестеро из них, включая Лисия, всё-таки вернулись в Афины. Там по инициативе политиков-демагогов немедленно начался судебный процесс.
Известно, что судили стратегов не в гелиэе, а непосредственно в народном собрании (таким образом подчёркивалась важность процесса), и самым активным обвинителем был Ферамен. На первом заседании судьи склонялись скорее к оправдательному приговору, но вынесение решения было отложено из-за наступления темноты. В последующие дни ситуация изменилась: во время праздника Апатурий на агору вышли многочисленные родственники погибших при Аргинусах в траурной одежде (по одной из версий, это была всего лишь инсценировка), которые встретили всеобщее сочувствие. Народное собрание теперь было настроено однозначно против стратегов, и на втором заседании оно вынесло обвинительный приговор. Все шестеро, включая Лисия, были казнены.

## В культуре
Процесс стратегов-победителей описывается в романе Мэри Рено «Последние капли вина» (1956).